# Ojal

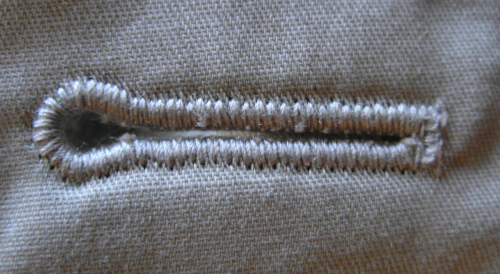
Ojal.

Se denomina ojal al orificio realizado en una camisa, chaqueta, abrigo o prenda similar para abrocharla haciendo pasar a través de él un botón. El botón y el ojal configuran un tipo de cierre textil. 
Los ojales son hendeduras practicadas en la parte opuesta a la posición del botón de modo que pasando éste a través del ojal queda cerrada o fijada la prenda. Para que no se abran, los ojales van rematados con tela o más frecuentemente con hilo. Para conseguir puntadas más gruesas y darles buena presencia, se recomienda el uso de hilo de torzal o hilo doble. Generalmente, los ojales se rematan a máquina recomendándose que la puntada sea muy junta para que no se deshilachen. 
Algunas recomendaciones para fabricar ojales son:
- La medida del ojal debe ser adecuada a las dimensiones del botón que debe estar disponible en el momento de su confección. Para botones de forma irregular es aconsejable hacer una prueba sobre otra tela antes de abrirlo.
- Los ojales alineados en una prenda deben tener todos la misma medida.
- Para asegurar su cosido, se recomienda poner una entretela en las partes de la prenda donde va a ir colocado el ojal.

## Curiosidades
El ojal de la solapa de chaquetas o abrigos procede de su origen militar. Las casacas venían abrochadas en el punto de arranque del cuello y se desabrochaban solo por comodidad. Los sastres mantuvieron el ojal en el lugar en que se encontraba aunque en la actualidad no existe botón al otro lado. El ojal en la solapa masculina sirve actualmente para colocar algún ornamento como un clavel, u otro tipo de flor, además de insignias, pins u diversos tipos de condecoraciones de empresa por diversos motivos.
En una pieza se denomina ojal al orificio o corte resultante de la unión de dos círculos, generalmente iguales y en línea.